# Cornelia Lucia Lepădatu
Cornelia Lucia Lepădatu  (n. 12 septembrie 1953 - d. 17 ianuarie 2014) a fost un deputat român în legislatura 2000-2004, ales în județul Galați pe listele partidului PSD.